# Henrik Degen
Henrik (Heinrich, Henricus) Degen (Lübeck, oko 1801. – Molve, 4. listopada 1861.) bio je zvonoljevač njemačkog podrijetla. Posebice se isticao lijevajući velika zvona. Preko 260 Degenovih zvona registrirano je na području Hrvatske. Njegovo ime nosi jedna ulica u Zagrebu koja se nalazi sjeverno od Ribnjaka.

## Životopis
Rođen je u njemačkom gradu Lübecku oko 1801. godine. Godine 1833. došao je u Zagreb. Tamo je stupio u zagrebačku ljevaonicu zvona koju je predvodio Antun Schiffer. Schiffer je preminuo iduće godine, a Degen se 1837. vjenčao Schifferovom udovicom te je uzeo u zakup Schiffer ljevaonicu zvona. Iznenada je umro u Molvama 4. listopada 1861. prilikom sklapanju ugovora o izradbi zvona.

## Zvona zagrebačke katedrale
Pretalio je 1837. staro zvono svetog Ladislava i izlio novo istog imena. Staro zvono svetog Ladislava izlili su Ivan Foresti i Baltazar 1721. Novo zvono rastaljeno je 1916. tijekom Prvog svjetskog rata radi ratnih potreba. Degen je 1843. izlio dotad najveći brončani odljev u Hrvatskoj. To zvono znano je kao zvono Svetog Trojstva ili Veliki zvon. Visina zvona iznosi 2,16 metara, promjer 2,21 metara, a masa 6453 kilograma. Ta dva zvona lijevana su za zagrebačku katedralu te su smatrana remek-djelima zvonoljevarstva.